# Owen Teale
Owen Teale (ur. 20 maja 1961 w Swansea) – brytyjski i walijski aktor telewizyjny, teatralny i kinowy.
Ukończył Guildford School of Acting. Debiutował jako aktor w 1984 w telewizyjnej produkcji The Mimosa Boys. Pojawiał się następnie w różnych rolach w serialach telewizyjnych, zaś w 1991 wcielił się w postać Szkarłatnego Willa w jednej z adaptacji Robin Hooda. W kinie pojawił się jako żołnierz w filmie War Requiem z udziałem Laurence’a Oliviera. W 2004 zagrał Pelagiusza w wersji rozszerzonej Króla Artura, trzy lata wcześniej wystąpił jako Roland Freisler w Ostatecznym rozwiązaniu wyprodukowanym przez BBC i HBO. W 2007 wcielił się w Watrenusa w adaptacji Ostatniego legionu. Dołączył też do obsady serialu Gra o tron jako Ser Alliser Thorne.
Jest także aktorem teatralnym. W 1997 występował w adaptacji Domu lalki Henrika Ibsena na Broadwayu. Uzyskał za to Nagrodę Tony za najlepszą drugoplanową męską kreację aktorską w sztuce dramatycznej. Za występ w tej samej sztuce dostał też nominację do Laurence Olivier Award.

## Filmografia
- 1989: War Requiem
- 1991: Robin Hood
- 1999: Ballykissangel (serial TV)
- 1999: Kleopatra
- 2001: Ostateczne rozwiązanie
- 2004: Judas
- 2004: Król Artur
- 2005: Marian, Again
- 2005: Murphy's Law (serial TV)
- 2006: Tsunami: The Aftermath
- 2006: Torchwood (serial TV)
- 2007: Ostatni legion
- 2008: Inconceivable
- 2011: Gra o tron (serial TV)
- 2015: River (serial TV)
- 2017: Pulse (serial TV)
- 2018: Księga czarownic (serial TV)
- 2019: Tolkien
- 2021: Morderca z Pembroke (serial TV)
- 2020: Wymarzony koń[1]